# فيتالي ايفانوف
فيتالي ايفانوف (بالروسية: Виталий Владимирович Иванов)‏ (3 فبراير 1976 في ألمانيا - ) هو لاعب كرة يد روسيا في مركز ظهير ‏. شارك في الألعاب الأولمبية الصيفية 2008 والألعاب الأولمبية الصيفية 2004. ولعب مع نادي تشيخوف لكرة اليد.

## وصلات خارجية
- فيتالي ايفانوف على موقع أوليمبيديا (الإنجليزية)